# Челзо (Салерно)
Челзо је насеље у Италији у округу Салерно, региону Кампанија.
Према процени из 2011. у насељу је живело 271 становника. Насеље се налази на надморској висини од 407 м.